# Martin Maschler
Martin Maschler (* 21. Juni 1895 in Berlin; † 30. Oktober 1994 in Gengenbach, Baden-Württemberg) war ein Buchhändler und Verleger in Berlin.

## Leben
Martin Maschler stammte aus einer jüdischen Familie. Der Vater Benno Maschler (1865–1940) kam aus Tarnów im österreichischen Kleinpolen und war als Kaufmann in Berlin tätig. Die Mutter Friederike, geborene Friedländer (1867–1944) war aus Berlin und starb im Ghetto Theresienstadt. Er hatte mehrere Geschwister, die alle die Shoah überlebten.
Martin Maschler wuchs in Berlin auf und lernte wahrscheinlich den Beruf eines Buchhändlers. 1919 eröffnete er eine Großbuchhandlung in der Hufelandstraße 30 in der Nähe der elterlichen Wohnung in Berlin-Prenzlauer Berg im Alter von 24 Jahren. Er ergänzte sie bald um einen Verlag.
Am 15. November 1919 gründete er dazu die Frankfurter Großbuchhandlung Donnay & Maschler in Frankfurt am Main zusammen mit Louis Donnay. 1922 verließ er diese wieder.
1926 erwarb er mit seinem Bruder Kurt Maschler den Josef Singer Verlag aus Leipzig und verlegte ihn nach Berlin. 1927 überließ er ihn dem Bruder.
Seitdem war er nur noch in seiner Groß- und Verlagsbuchhandlung Martin Maschler  tätig. Diese publizierte belletristische Literatur, unter anderem von bekannten Autoren wie E. T. A. Hoffmann, Gottfried Keller, Wilhelm Hauff, Alexandre Dumas, Stendhal, Émile Zola, Lew Tolstoi, Fjodor Dostojewski, Edgar Wallace, Olga Wohlbrück, Gustav Freytag und weiteren.
1931 gab er dieses Geschäft auf und emigrierte danach nach Palästina. Dort arbeitete er zeitweise in der Landwirtschaft.
1994 starb er im Alter von 99 Jahren im badischen Gengenbach.